# Bytte
Et bytte er et dyr, der er blevet eller er tænkt at blive slået ihjel af et rovdyr alene med det formål at blive spist. Enten af dyret selv eller af dets unger eller dets øvrige flokmedlemmer. 